# Kuhn-Länge
Die Kuhn-Länge {\displaystyle l} (nach dem Schweizer Physikochemiker Hans Kuhn, der die Kuhn-Länge in seinem Lehrbuch Principles of Physical Chemistry "statistical chain element" nennt) ist ein Maß für die Steifigkeit eines Polymers:
{\displaystyle l={\frac {L}{N}}}
Dabei ist
- {\displaystyle L} im Rahmen des Freely-Jointed-Chain-Modells die Konturlänge, in der das Molekül als vollständig gestreckt, also als „gerade“, betrachtet werden kann
- {\displaystyle N} die Anzahl der steifen Stücke.

DNS hat z. B. eine Kuhnlänge von etwa 100 nm. Bei semiflexiblen Ketten, wie sie vom Wormlike-Chain-Modell beschrieben werden, entspricht die Kuhn-Länge der zweifachen Persistenzlänge:
{\displaystyle l=2\cdot l_{ps}}